# Mark van der Maarel
Mark van der Maarel (* 12. srpna 1989, Arnhem, Nizozemsko) je nizozemský fotbalový obránce a bývalý mládežnický reprezentant, který hraje v nizozemském klubu FC Utrecht.
V A-týmu FC Utrecht působí od léta 2009.